# 삿갓나물
삿갓나물은 여로과의 여러해살이풀로 학명은 Paris verticillata이다. 삿갓풀이라고도 한다.

## 분포
한국의 산지와 일본·중국 등지에 분포한다. 

## 특징
땅속줄기가 옆으로 길게 뻗고 끝에서 원줄기가 나와서 50-90cm까지 자라며 끝에 6-8개의 잎이 돌려난다. 잎은 긴 타원형이고 양 끝이 빠르며 나비 1.5-4cm로 3맥이 있고 가장자리가 밋밋하다. 잎자루가 없다. 꽃은 6-7월에 피고 녹색이며, 돌려난 잎 가운데서 4개의 꽃대가 나와 위를 향하여 퍼진다. 외화피는 4-5개이고 넓은 피침형이며, 내화피는 실 같고 길이 1.5-2cm로서 황색이 돌며 나중에는 밑으로 처진다. 수술은 8-10개이고 암술대는 4개이다. 삭과는 둥글고 자흑색으로 익는다. 어린순은 나물로 하는데, 독성이 있고 뿌리에 특히 많다. 